# Desroches
Illa Desroches o Île Desroches és l'illa principal de les illes Amirante, part de les Illes Exteriors de les Seychelles.
Està situada 227 km al sud-oest de Victòria, Seychelles. Té 5,5 km de llarg i una superfície de 4.027 km². La seva circumferència, de 13 km, és una platja de sorra fina. La conservació de l'illa és gestionada per la Island Conservation Society.

## Història
Desroches va ser nomenada pel Cavaller de Roslan, comandant de la corbeta francesa Heure du Berger, del nom del Cavaller des Roches que era el governador de l'Île de France (ara Maurici) i l'Île de Bourbon (ara Réunion) des de 1767 a 1772.
Va ser explorada pel cavaller de la Billioère el 1771. Els Britànics l'havien anomenat originalment Illa de la Fusta a causa de la seva densa vegetació d'arbres. L'illa va ser un important productor de copra.
l'any 1835 es va establir el primer establiment.
Juntament amb la resta de les illes Amirantes, Desroches fou part de les Seychelles, que es van convertir en una colònia separada el 1909. El 8 de novembre de 1965, el Regne Unit va separar Desroches de les illes Seychelles per formar part del recentment creat Territori Britànic de l'Oceà Índic juntament amb Farquhar, Aldabra i l'Arxipèlag de Chagos, però, el 23 de juny de 1976 va tornar Desroches, Farquhar i Aldabra a Seychelles al moment de la independència. L'objectiu era permetre la construcció d'una base militar per al benefici mutu del Regne unit i els Estats Units d'Amèrica. El 1972 es va construir un allotjament turístic a l'illa, a Lodge Beach. El 1988, el Lodge va canviar de mans passant a MK Ressorts que va renovar-lo i el va convertir en un ressort de luxe amb 20 habitacions. El 2005, el ressort es va vendre a LUX Ressorts que va renovar-lo i va afegir un spa. El 2008 la gestio de l'illa va ser transferida a la Desroches Foundation, que va desenvolupar l'activitat turística a l'illa de manera sostenible, amb respecte al medi ambient. La Fundació ha construït un petit hostal de la vila i va permetre l'expansió del LUX hotel de franc a canvi de la construcció d'un nou centre de Conservació i un de restauració de tortugues a l'illa. El LUX Ressort aconseguí ampliar fins a 60 habitacions el 2008. El 2016, l'estació es va vendre al grup hoteler Collins que està afegint més habitacions a Lodge Beach, mentre a Madame Zabre Beach les unitats es venen com a edificis residencials (per llogar), i un nou barri s'ha format d'aquesta manera i estarà acabat per a l'any 2017.

## Geografia
Es troba a 36 km (22 mi) a l'est del Banc Amirantes i separada d'aquest per aigua de més de 1,300 metres (4,265 ft) de profunditat. Es troba a l'extrem sud d'un escull de caràcter coralí. En el marge nord de l'atol hi ha les Shark Rocks, amb menys profunditat entre 3 a 6 m (10 a 20 ft). L'illa està envoltada per esculls de corall que s'estenen 1.6 km (1.0 mi) cap a l'aigua des de l'extrem nord-est i 0.8 km (0.5 mi) des del sud-oest. L'illa és baixa i està cobert amb cocoters i altres arbres de bona fusta. Un profund del canal d'uns 1.6 km (1.0 mi) d'ample, condueix a la llacuna. La menor profunditat al canal és 18.3 m (60 ft), i travessa l'atol en una posició d'uns 11 km (7 mi) al nord-oest de Desroches.

## Dades demogràfiques
Desroches té una població d'uns 100 habitants. Uns 60 són els treballadors del grup Collins de construcció del camp situat a Madame Zabre Beach; 30 persones viuen a Desroches Settlement a la meitat de la costa nord-oest (mirant a la llacuna), i altres 10 viuen a Lodge Beach, com a personal de l'hotel. L'Hotel Collins Group de 30 habitacions al sud (anteriorment anomenat Desroches Island Resort) fou construït l'any 1988, així com una vila presidencial a Madame Zabre Beach. Hi ha un far a l'extrem nord-oriental (Punta Helene) de l'illa.

## Administració
L'illa pertany al Districte de les Illes Exteriors. En ser una illa amb poca població, no hi ha cap edifici del govern o serveis. Per a molts serveis, la gent ha d'anar a Victòria, que és una tasca difícil.

## Transport
L'illa és travessada per una pista d'aterratge asfaltada de 1,372 metres (4,501 ft) a la part sud (IATA code DES, de l'OACI codi FSDA). L'illa té servei regular d'avions a i des de Mahé.

## Economia
Els habitants de l'illa es dediquen principalment al turisme, i a molt petita escala a l'agricultura i la pesca, principalment per consum local.

## La Flora i la Fauna
El 2007, la Solcietat de Conservació de l'Illa va obrir un centre de conservació de l'illa, fent ús de personal a temps complet.
No hi ha aus terrestres endèmiques, només les espècies introduïdes. Al voltant de l'hotel i al poble hi ha poblacions de pardals i coloms zebra i als boscos fodis de Madagascar i més rarament francolins grisos. Gran part de l'illa està coberta de cocoters, però resten encara importants bosses de bosc d'altres arbres. La llarga platja que encercla l'illa i la punta i platja de Desroches són d'importància nacional a causa de la tortuga verda i la tortuga carey, especialment al sud i nord-est de les costes. L'única espècie endèmica coneguda de l'Amirantes, és una espècie d'escarabat, el Delosia ornata.
Un petit nombre de baldrigues del Pacífic (Puffinus Pacificus) es veu per l'illa tot i la presència de rates.

## Galeria d'imatges

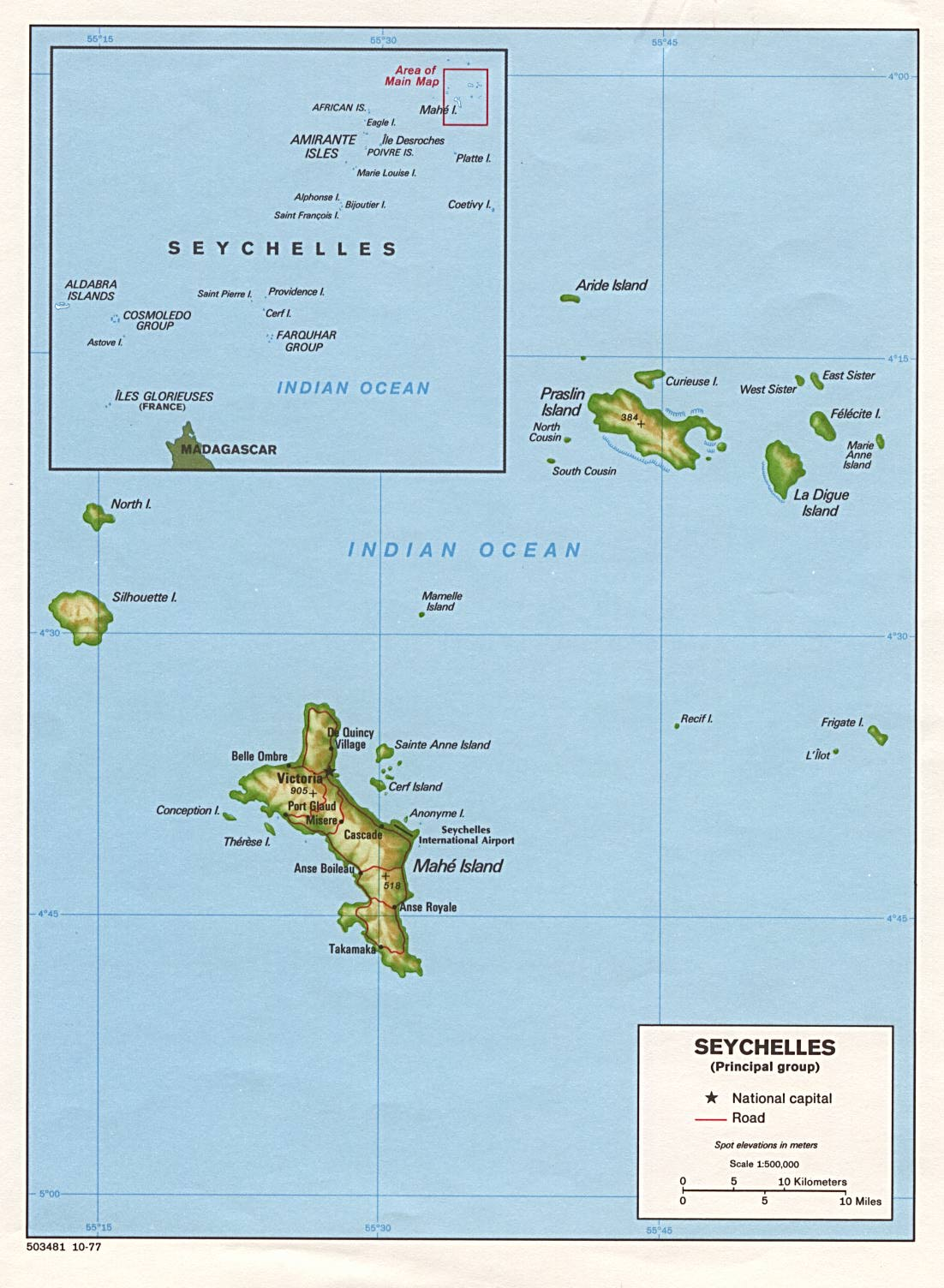
Mapa general
Mapa del Districte
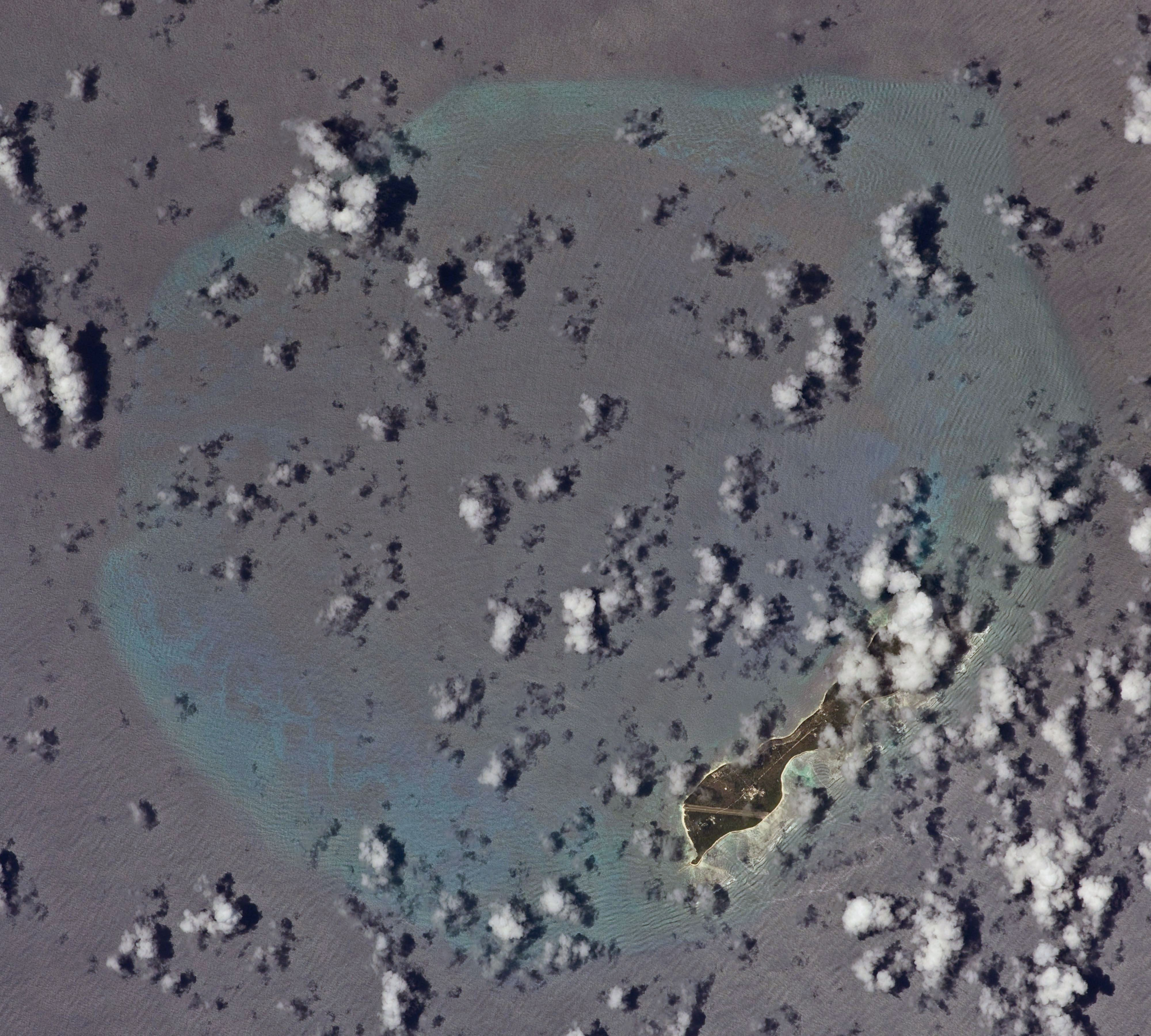
imatge de satel·lit
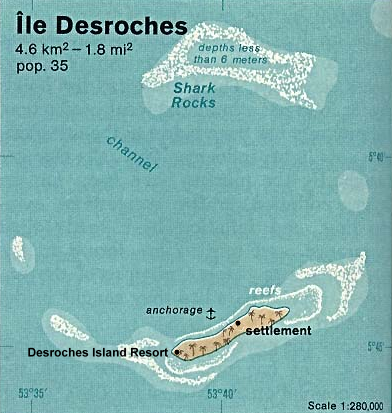
mapa de 1976
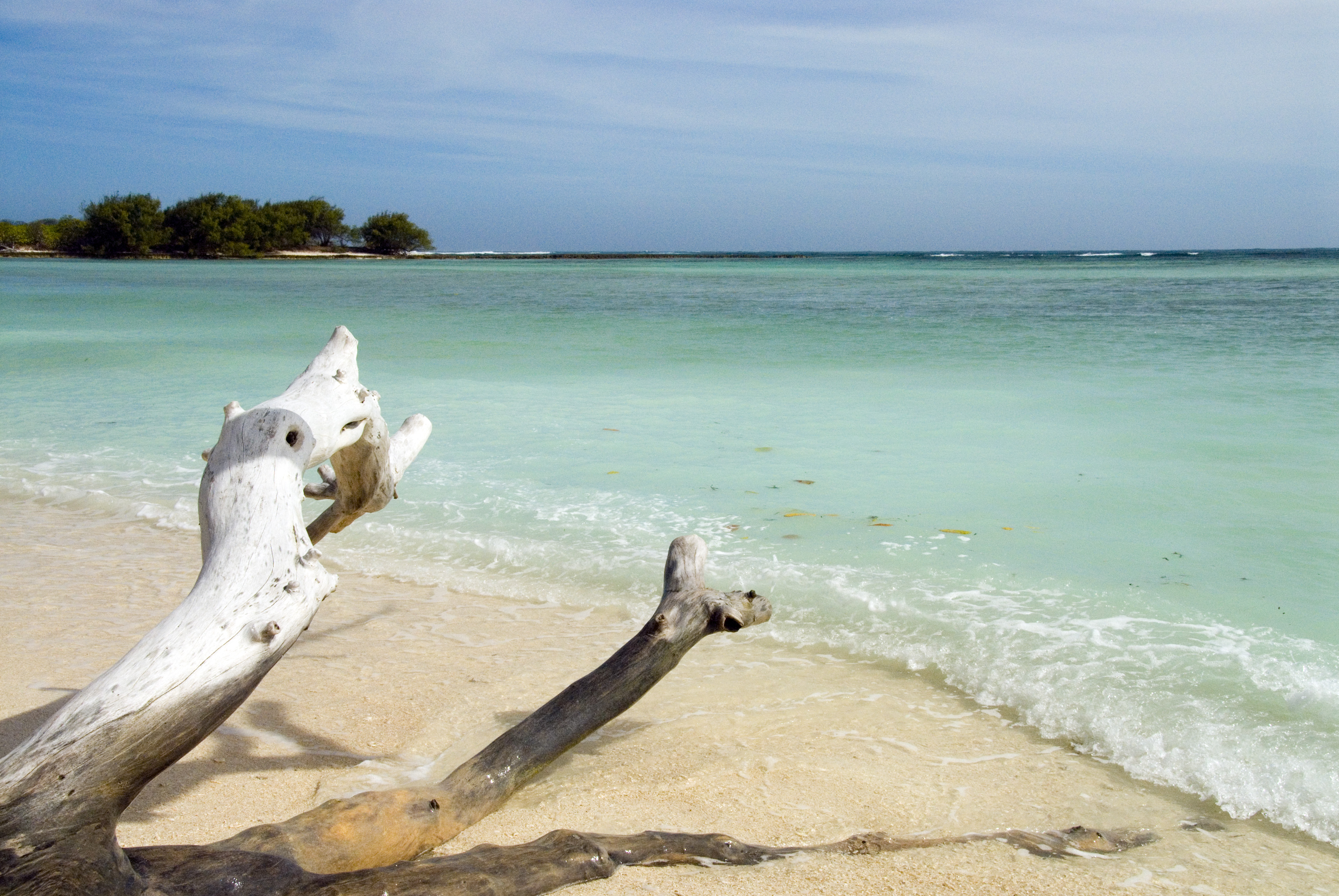
Una platja a la part occidental de l'illa
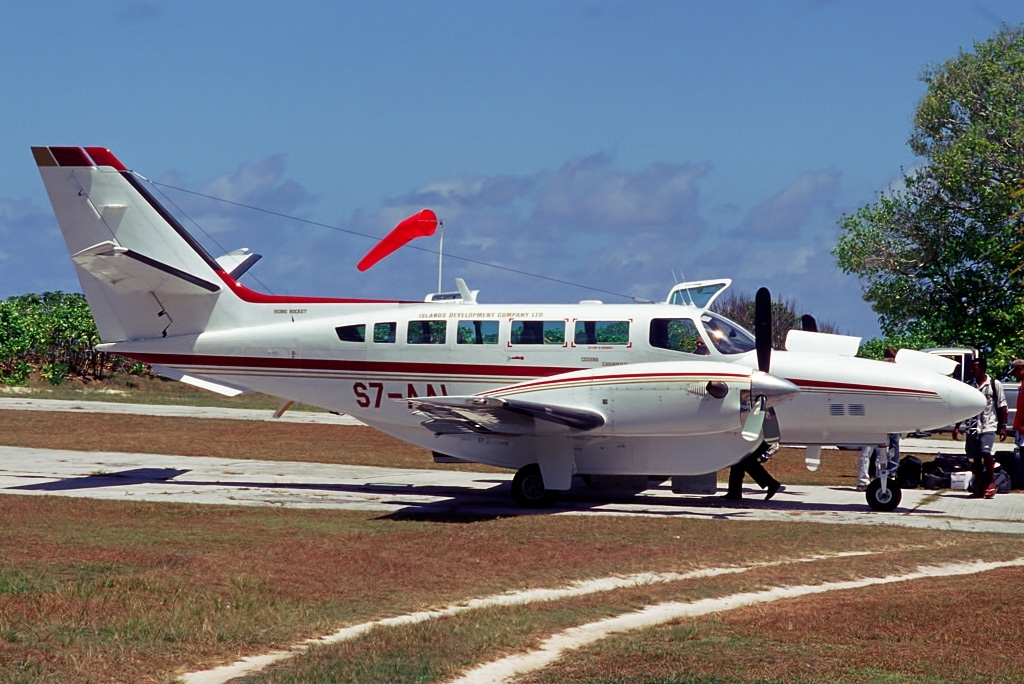
Avió Cessna a l'illa